# Vonj ljubezni
Vonj ljubezni: (ona reče, on reče) je slovenski roman Bojana Tomažiča, izdan leta 2009 pri Subkulturnem azilu v zbirki Frontier.
Zgodba govori o Danielu, ki je star nekaj čez štirideset let in uči na neki mariborski srednji šoli. Razpet je med značajsko različni ženski, ena je poročena z uspešnim moškim, druga pa samska, a tudi z otrokom iz prejšnje zveze. Ker je njegov oče storil samomor, Daniel obiskuje terapevtsko skupino, da se to ne bi zgodilo tudi njemu.

## Vir
- KRBAVAC, Klavdija, 2012, Partnerske zveze in komunikacija med spoloma : v sodobnih slovenskih romanih [na spletu]. Univerza v Ljubljani, Fakulteta za družbene vede . [Dostopano 18 november 2020]. Pridobljeno http://dk.fdv.uni-lj.si/magistrska_dela_2/pdfs/mb22_krbavac-klavdija.pdf